# 大分ケーブルネットワーク
大分ケーブルネットワーク株式会社（おおいたケーブルネットワーク、Oita Cable Network Co.,Ltd・略称：OCN）は、大分県大分市のうち明野団地とその周辺地域をサービスエリアとするケーブルテレビ局である。

## 概要
もともと、1960年代から大分県住宅供給公社が中心となって造成されていった明野団地地区における難視対策・受信拠点集約を目的とした共同受信設備を法令に則りケーブルテレビ事業化した明野ケーブルテレビ（あけのケーブルテレビ）が、この会社の出発点である。しかし平成時代になり全市をカバーする目的で都市型の大分ケーブルテレコム（略称：OCT）が開局すると事業を維持する為、団地周辺地域にエリアを広げて今に至っている。OCTの大分市内エリアで空間に穴が開いているのはこの為である。
だがデジタル放送においてはOCTや県内同業他社と協調路線を取り、配信会社・大分県デジタルネットワークセンター（略称：DNC）設立に参加し、ここから配給を受けている。また地理的要件により県外波を自社受信点で拾い易い環境にあったことからアナログ波の区域外再放送も積極的に行っていたが、TXN系列のテレビせとうち・岡山局は同系列のTVQ九州放送・北九州局開局により（共に23ch）、ANN系列の広島ホームテレビ・呉局は同系列の地元局の大分朝日放送・大分局開局により（共に24ch）混信障害が生ずるようになったことから、両県分の再送信は取り止められた上、山口・愛媛両県の民放についてもテレビ完全デジタル化による取り決めで再送信できなくなった。残る福岡民放5社のデジタル波再送信についても総務大臣裁定によってやっと実現したという経緯がある。
電気通信事業法における電気通信事業（インターネット）の事業区分は元々、共同受信設備から出発したという経緯もあって大分市外で事業展開していないため、「営利届出事業者」となっている。

## 沿革
- 1985年（昭和60年）6月 - 明野ケーブルテレビ設立。
- 1987年（昭和62年）5月 - 当時の郵政省から放送事業認可を受ける。
- 1991年（平成3年）頃 - テレビせとうちからTVQ九州放送に再送信局を切り替え。
- 2005年（平成17年）5月 - 福岡放送とテレビ西日本の再送信開始。
- 2011年（平成23年）7月 - テレビ完全デジタル化により福岡以外の他県波再送信終了。

## サービスエリア
総務省が公表しているPDF文書（こちら）を参照。この文書は、総務省がテレビ完全デジタル化に際し、法令に基づき難視対策として各ケーブルテレビ事業者に地元のNHKと民放を再送信するよう義務付ける制度において、その対象とする地域を各社ごとに示したもので、OCN社はもともとの事業エリアが狭いことから対象地域が具体的に示されている。

## 主な放送チャンネル

### 地上波系列別再送信局
| NHK-G   | NHK-E   | NNN/NNS             | ANN          | JNN      | TXN         | FNN/FNS                 | JAITS |
| ------- | ------- | ------------------- | ------------ | -------- | ----------- | ----------------------- | ----- |
| NHK大分 | NHK大分 | テレビ大分 福岡放送 | 大分朝日放送 | 大分放送 | TVQ九州放送 | テレビ大分 テレビ西日本 |       |

なお区域外再放送を行っていたRKB毎日放送と九州朝日放送については、大分県内に同系列のOBSとOABがあり番組内容が重複するネット番組も多数あることなどから協議の結果、2016年3月31日をもって配信（再放送）を終了することが決まった。他の在福3局についてはTOSがクロスネットであることを配慮して引き続き継続して配信する。

### テレビ局
- 斜字 は配信終了。
- アナログで斜字になっていない局は「デジアナ変換」対象。
- ※は別に視聴契約が必要なオプションチャンネル。

| デジタル   |                  | 放送局                                                                |
| ---------- | ---------------- | --------------------------------------------------------------------- |
| D011-0(1)  |                  | NHK大分総合                                                           |
| D021(2)    |                  | NHK大分Eテレ                                                          |
| D031(3)    |                  | OBS 大分放送                                                          |
| D041-0(4)  |                  | TOS テレビ大分                                                        |
| D051-0(5)  |                  | OAB 大分朝日放送                                                      |
| D071(7)    |                  | TVQ九州放送                                                           |
| D081(8)    | TNC テレビ西日本 |                                                                       |
| D051-1(10) | FBS 福岡放送     |                                                                       |
| D111(11)   |                  | ワンワンBEEチャンネル （ワンワンチャンネルに明野BEEチャンネルを統合） |
| D112(12)   |                  | 情報CH （旧明野BEEチャンネル）                                        |
| BS101      |                  | NHK BS                                                                |
| BS141      |                  | BS日テレ                                                              |
| BS151      |                  | BS朝日                                                                |
| BS161      |                  | BS-TBS                                                                |
| BS171      |                  | BSテレ東                                                              |
| BS181      |                  | BSフジ                                                                |
| BS191※     |                  | WOWOWプライム                                                         |
| BS192※     |                  | WOWOWライブ                                                           |
| BS193※     |                  | WOWOWシネマ                                                           |
| BS200      |                  | BS10                                                                  |
| BS201※     |                  | BS10スターチャンネル                                                  |
| BS211      |                  | BS11                                                                  |
| BS222      |                  | TwellV                                                                |
| BS231C274  |                  | 放送大学テレビ                                                        |
| C210       |                  | J SPORTS 3 （旧J sports ESPN）                                        |
| C211       |                  | スカイ・A sports+                                                     |
| C212       |                  | GAORA                                                                 |
| C213       |                  | J SPORTS 1                                                            |
| C214       |                  | J SPORTS 2                                                            |
| C215※      |                  | J SPORTS 4 （旧J sports Plus）                                        |
| C217       |                  | ゴルフネットワーク                                                    |
| C218       |                  | 日テレG+                                                              |
| C220       |                  | ムービープラス                                                        |
| C221       |                  | 日本映画専門チャンネル                                                |
| C222       |                  | チャンネルNECO                                                        |
| C223※      |                  | V☆パラダイス                                                          |
| C225※      |                  | 東映チャンネル                                                        |
| C226※      |                  | 衛星劇場                                                              |
| C230       |                  | ファミリー劇場                                                        |
| C231       |                  | スーパー!ドラマTV                                                     |
| C232       |                  | AXN                                                                   |
| C234       |                  | 時代劇専門チャンネル                                                  |
| C235       |                  | 女性チャンネル♪LaLa TV                                                |
| C237       |                  | AXNミステリー                                                         |
| C238       |                  | TBSチャンネル                                                         |
| C240       |                  | カートゥーンネットワーク                                              |
| C241       |                  | アニマックス                                                          |
| C242       |                  | キッズステーション                                                    |
| C244※      |                  | アニメシアターX                                                       |
| C245       |                  | テレ朝チャンネル                                                      |
| C246       |                  | ホームドラマチャンネル                                                |
| C251       |                  | 日経CNBC                                                              |
| C252       |                  | 日テレNEWS24                                                          |
| C255       |                  | ヒストリーチャンネル                                                  |
| C262       |                  | スペースシャワーTV                                                    |
| C264       |                  | 歌謡ポップスチャンネル                                                |
| C270       |                  | 囲碁・将棋チャンネル                                                  |
| C271       |                  | ショップチャンネル                                                    |
| C272       |                  | QVC                                                                   |
| C275       |                  | 大人の趣味と生活向上◆アクトオンTV                                     |
| C276       |                  | 釣りビジョン                                                          |
| C279       |                  | エンタメ〜テレ☆シネドラバラエティ                                     |
| C281       |                  | フジテレビTWO                                                         |
| C282       |                  | フジテレビONE                                                         |
| C284       |                  | 日テレプラス                                                          |
| C285※      |                  | グリーンチャンネル1                                                   |
| C286※      |                  | グリーンチャンネル2                                                   |
| C292※      |                  | レインボーチャンネル                                                  |
|            |                  | EBC テレビ愛媛                                                        |
|            |                  | KRY 山口放送                                                          |

- デジタル放送はDNCから配給を受ける。システムはi-HITSを使用している。
- TXN系列は当初岡山県のテレビせとうちを再配信していたが、TVQ開局後は時間を置いて切り替えられた。同じチャンネルでTVQ北九州局が送信されていたこともあり混信の影響による。
- 福岡民放5局の地上デジタル放送は当初試験放送として行われ、後地デジパススルーに移行した。受信点はDCNが別府市鶴見岳に設けた共同受信施設でありそこで北九州局（皿倉山）の電波を受信しているが、時折韓国からのテレビ電波による混信で画像の乱れが生じており一時的に視聴出来なくなることがある。

1. ↑  電波では「BS231」。BS-IFパススルーを導入している以上明らかに誤りで、電波では同チャンネルは「グリーンチャンネルBS」用に割り当てられている。
2. 1 2 3 4 5 6  東経110°電波はBSに移行したが、CSカテゴリのまま。
3. ↑  2012年10月1日から「2」の放送開始に伴い「1」が付く。「2」の配信については未定。
4. 1 2  東経110°電波はBSで新規開局したが、CSカテゴリのまま。